# 12031 Kobaton
12031 Kobaton (tên chỉ định: 1997 BY4) là một tiểu hành tinh vành đai chính. Nó được phát hiện bởi Naoto Sato ở Đài thiên văn Chichibu ngày 30 tháng 1 năm 1997. Nó được đặt theo tên Eurasian Collared Dove, also known as Kobaton, the official bird thuộc Saitama Prefecture, Nhật Bản.